# Марин Сириец
Марин Сириец (греч. Μαρίνος) — византийский военный и государственный деятель V—VI веков. Первым в истории войн применил «греческий огонь» в сражении.

## Биография
Сведения о жизни Марина можно почерпнуть в византийской хронике Иоанна Малалы. Марин во времена правления императора Анастасия (491—518) руководил финансами империи. Особую роль он сыграл во время восстания Виталиана и его третьего похода на Константинополь в 516 году. Виталиан, помимо подчинённых ему во Фракии воинских отрядов, привёл с собой орды гуннов, готов и «скифов» (по-видимому, славян). Сухопутные силы империи против наступавших мятежников и варваров возглавил полководец Юстин, флотом же, как и обороной столицы, по поручению императора Анастасия командовал Марин.
В Константинополе в этот момент случайно находился афинский философ Прокл, изобретатель (или, по крайней мере, хранитель секрета изготовления) греческого огня. Прокл открыл Марину технологию и химический состав «огня» (жидкая сера и лигроин). Воспользовавшись этим секретом, Марин и его воины сумели поджечь приступившие к Константинополю корабли Виталиана с расстояния, вообще не вступая с ними в бой. При этом погиб весь флот мятежников, вместе с экипажами. Паника, охватившая войско Виталиана при виде сгоравших без видимой причины кораблей, деморализующе подействовала и на сухопутную его армию, и она в беспорядке отступила на север, чем сумели воспользоваться византийцы Юстина.
В сохранившихся отрывках из хроники другого византийского автора, Иоанна Антиохийского, важная роль Марина в разгроме армии варваров и снятии осады с Константинополя не упоминается, а все заслуги в победе приписываются исключительно Юстину. Замалчивание заслуг Марина является в этом сочинении намеренным, по мнению Ю. Кулаковского, так как многие современники относились к нему с неприязнью из-за проводимых им финансовых реформ и так как он был монофизитом по вероисповеданию.